# ووجیمیش لوبانسکی
ووجیمیش لوبانسکی (لهستانی: Włodzimierz Leonard Lubański؛ زادهٔ ۲۸ فوریهٔ ۱۹۴۷) بازیکن سابق و مربی فوتبال اهل لهستان است.
از باشگاه‌هایی که در آن بازی کرده‌است می‌توان به گورنیک زابژه، والنسین اشاره کرد.
لوبانسکی به همراه تیم ملی فوتبال لهستان در مسابقات المپیک تابستانی ۱۹۷۲ برنده مدال طلا شده است.